# Eine moralische Entscheidung
Eine moralische Entscheidung (Originaltitel persisch بدون تاریخ بدون امضا, englischer Titel No Date, No Signature (Ohne Datum, Ohne Unterschrift)) ist ein iranisches Filmdrama des Regisseurs Vahid Jalilvand aus dem Jahr 2017.

## Handlung
Der Gerichtsmediziner Kaveh Nariman rammt in der Nacht ein Motorrad mit einer vierköpfigen Familie, als er selbst geschnitten wird. Der Vater Moosa fordert Nariman auf, mit seinem Handy die Polizei zu rufen, was dieser aber nicht will. Er bedrängt den Vater stattdessen, von ihm Geld als Schadenersatz anzunehmen. Es ist nicht viel passiert, der achtjährige Amir klagt aber über leichte Nackenschmerzen. Nariman möchte, dass die Familie mit Amir zur Untersuchung in die nahe Klinik fährt, registriert aber, dass sie nicht zum Krankenhaus abbiegt.
Am nächsten Tag wird der Junge tot in Narimans Klinik eingeliefert. Seine Kollegin Sayeh, mit der er befreundet ist, führt die Autopsie durch und stellt eine Fleischvergiftung als Todesursache fest. Narimans Frage, ob sie auch die Wirbelsäule gründlich untersucht habe, verneint sie, dazu hätte kein Anlass bestanden. Nachdem Nariman den Unfall zunächst verschweigt, berichtet er ihr schließlich darüber. Er halte es für möglich, dass Amri das Genick gebrochen hatte. Als die Eltern das Obduktionsergebnis mitgeteilt bekommen, macht die Mutter ihren Mann für den Tod des Sohnes verantwortlich, da er billiges Hühnerfleisch gekauft habe, und er hätte wissen müssen, dass es für diesen Preis kein gesundes Huhn gebe. Moosa sucht daraufhin den Schlachthof auf, wo er das Huhn von einem Mitarbeiter gekauft hatte, stellt diesen zur Rede und kann nur mit Mühe abgehalten werden, handgreiflich zu werden. Der Mitarbeiter streitet alles ab, aber man findet die Fässer mit den aussortierten Hühnern, und er wird gefeuert. Nariman erfährt, dass Moosa festgenommen wurde. Er hatte den Fleischer vor dem Betriebsgelände nochmal aufgelauert und ihn so schwer verletzt hat, dass er ins Koma fiel. Nariman belastet das schwer, da er weiß, dass wenn die Todesursache des Sohnes nicht das verdorbene Fleisch war, Moosa nicht so gehandelt hätte und nicht im Gefängnis wäre.
Gegen den Rat seiner Kollegin entschließt er sich dazu, eine Exhumierung der Leiche Amirs zu beantragen. Er richtet es so ein, dass er selbst die Obduktion durchführen kann. Schließlich gibt es eine Gerichtsverhandlung, bei der Nariman berichtet, dass ein Wirbelsäulentrauma den Tod Amirs verursacht habe. Er habe nach dem Unfall die Polizei nicht gerufen, weil die Versicherung seines Autos abgelaufen war. Er wisse selbst nicht, warum er erst zwei Wochen später die Exhumierung beantragt habe. Der Richter fragt ihn, ob er sich bewusst sei, dass er sich selbst belaste, was er bejaht. Anschließend wird er von Sayeh gefragt, ob er sich sicher sei, dass Amir durch die Genickverletzung starb. Die Antwort bleibt offen.

## Veröffentlichung
Der Film lief erstmals am 1. Februar 2017 im Iran beim Fajr Film Festival. In der Folge wurde er bei zahlreichen internationalen Festivals gezeigt, unter anderem am 2. September 2017 im Wettbewerb der Filmfestspiele von Venedig und am 9. Oktober 2017 beim Filmfest Hamburg. In die deutschen Kinos kam er erst am 20. Juni 2019.

## Rezeption
Kai Mihm von epd Film meint, dass Regisseur Vahid Jalilvand „die stille, innerlich brennende Verzweiflung Narimans […] mit der extrovertierten Trauer der Eltern“ kontrastiere. Narimans Schuldgefühle spiegelten sich dabei in den Schuldgefühlen Moosas. „Die fein nuancierte Intensität dieser so gegensätzlichen Verkörperungen von Schuld und Seelenschmerz, von Trauer und Zorn“ gäben dem Film einen „emotionalen Reichtum“, wie man ihn im Kino immer seltener erlebe. Der Regisseur wolle „ein Bewusstsein schaffen für Zusammenhänge und die Tragweite individueller Handlungen“.
Lucas Barwenczik schreibt auf Filmstarts, der Film bliebe „überraschend eng an den Figuren und schildert ihre ganz persönlichen Sorgen und Nöte“. Beide Hauptdarsteller überzeugten: Navid Mohammadzadeh spiele seine zunehmende Verzweiflung wenig subtil, dafür aber ausdrucksstark. Bei Amir Aghaee sei es „faszinierend dabei zuzusehen, wie verstockt, streng und undurchdringlich“ er die Rolle des Arztes interpretiere. Ein wichtiger Aspekt sei die Darstellung der Menschen verschiedener Klassen in ihren unterschiedlichen Lebenswelten. Es sei ein schwermütiger Film, der vor allem Grau- und Schwarztöne zeige. Der Kritiker kommt zu dem Schluss, dass es sich um ein „überzeugendes, ernstes Charakterdrama“ handele.

## Auszeichnungen
Bei den Filmfestspielen von Venedig 2017 wurden in der Sektion Orizzonti Vahid Jalilvan für die beste Regie und Navid Mohammadzadeh als bester Darsteller ausgezeichnet.